# Jacques Frisch
Jacques Frisch (ur. 18 grudnia 1987) – luksemburski lekkoatleta.
Czterokrotny medalista igrzysk małych państw Europy: w 2009 zdobył srebrne medale na 400 m przez płotki z czasem 53,44 s i w sztafecie 4 × 400 m z czasem 3:16,90 s, a w 2013 wywalczył złoto na 400 m ppł z czasem 52,28 s i srebro w sztafecie 4 × 400 m z czasem 3:14,45 s (rekord kraju).
W 2014 wystartował na mistrzostwach Europy w biegu na 400 m ppł, w którym odpadł w kwalifikacjach, zajmując 35. miejsce z czasem 54,06 s (ostatnia, 8. pozycja w swoim biegu).
Reprezentant klubu Avia Club Issy-les-Moulineaux.
Rekordy życiowe:
- 200 m (hala) – 22,49 s ( Kirchberg, 18 lutego 2014)
- 400 m – 48,31 s ( Diekirch, 21 maja 2009)
- 400 m (hala) – 48,51 ( Kirchberg, 2 lutego 2013)
- 400 m ppł – 50,94 s ( Chambéry, 30 czerwca 2013), rekord Luksemburga[12]
- 4 × 400 m – 3:14,45 s ( Luksemburg, 1 czerwca 2013, Igrzyska Małych Państw Europy 2013), rekord Luksemburga[13]